# Henryk Batuta

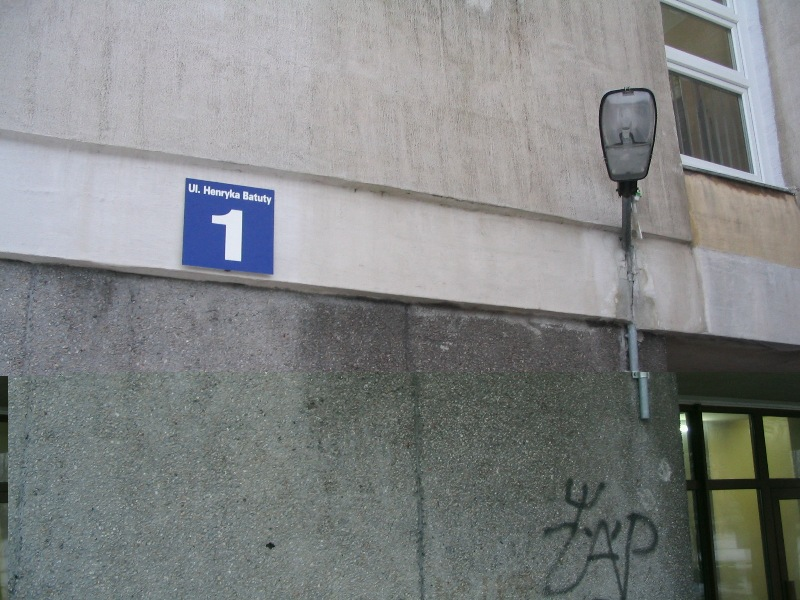
Zdjęcie podrobionej tabliczki z ulicy Batuty

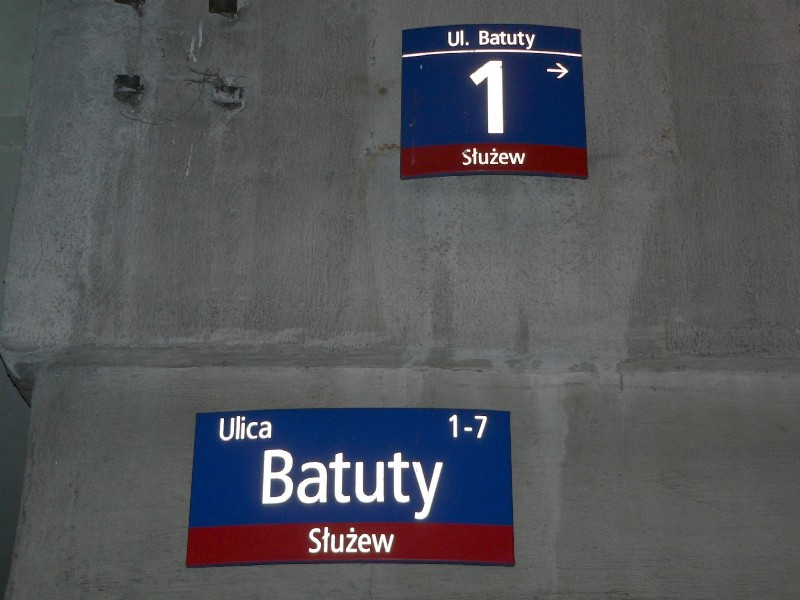
Rzeczywisty wygląd tabliczki

Henryk Batuta – postać fikcyjna stworzona dla mistyfikacji, której celem stała się w latach 2004–2006 Wikipedia polskojęzyczna.
Anonimowy autor lub autorzy stworzyli w Wikipedii hasło opisujące nieistniejącą postać historyczną, a po ośmiu miesiącach ci sami lub inni autorzy zaczęli dodawać informacje o tej fikcyjnej postaci do innych haseł w Wikipedii, prawdopodobnie dla uwiarygodnienia fałszerstwa i podbicia rankingu tego hasła w wyszukiwarkach internetowych. Według artykułów w „Gazecie Wyborczej”, „Przekroju” i „The Observer” mistyfikacja ta była dziełem grupy osób określających się jako „Armia Batuty”. Pierwszy wpis został dokonany z adresu IP 81.18.221.53, przypisanego wówczas operatorowi UPC Polska.

## Fałszywy Batuta
Postać Henryka Batuty została zmyślona, niemniej hasło o niej pozostawało niezauważone w Wikipedii przez blisko piętnaście miesięcy – od 8 listopada 2004 do 20 stycznia 2006, kiedy to po raz pierwszy zgłoszono je do usunięcia. Po ponownym zgłoszeniu 1 lutego i dyskusji na odpowiedniej stronie artykuł został skasowany 5 lutego, na trzy dni przed pojawieniem się artykułów prasowych na ten temat.
Przed usunięciem Batuta występował jako jeden z trzech przykładowych więźniów obozu w Berezie Kartuskiej, jeden z siedmiu głównych działaczy Komunistycznej Partii Polski, jeden z sześciu założycieli Związku Patriotów Polskich, „jedyny polski akcent” w twórczości Ernesta Hemingwaya itp. Rzekomo urodził się w 1897 roku w Odessie jako Izaak Apfelbaum, natomiast zginął w 1947 w trakcie walk z UPA pod Ustrzykami Górnymi. Wskazywano, że niektóre elementy jego fikcyjnej biografii pokrywają się z faktami z życia Karola Świerczewskiego, jak np. rok urodzenia i rok śmierci. Przez piętnaście miesięcy można było przeczytać, że warszawska ulica Batuty jest w rzeczywistości ulicą Henryka Batuty. Tymczasem jest to nazwa związana z muzyką, podobnie jak nazwy innych ulic Służewa nad Dolinką (np. Sonaty, Bacha i Mozarta).
Po wykryciu mistyfikacji i umieszczeniu strony na liście stron do usunięcia anonimowi internauci nadal starali się nadać mu cechy rzeczywistości: do Wikipedii przesłano fałszywkę w postaci zdjęcia tabliczki informacyjnej pochodzącej rzekomo z ulicy „Henryka Batuty”. Ponadto z tego samego zakresu adresów IP sfałszowano kilka innych haseł, umieszczając w nich w różnym kontekście informację o Henryku Batucie, aby uwiarygodnić jego istnienie.
Zamieszczone w Wikipedii informacje pojawiły się również na stronach internetowych poświęconych historii Polski, komunizmowi, Żydom i literaturze oraz na wielu forach internetowych. Nie jest pewne, czy wszystkie z nich opierały się na Wikipedii, czy też również były elementami prowokacji. W sumie dało to ponad 800 pozycji wyszukiwań w wyszukiwarce Google, które prawdopodobnie w następnych latach będą żyć własnym życiem. Z powodu tego rozproszenia, utrudnionego kontaktu z mirrorami i forkami polskiej Wikipedii, a także specyfiki Internetu (brak wyraźnej erraty oznaczałby duże prawdopodobieństwo natrafienia w sieci na nieprawdziwe dane), 9 lutego 2006 roku zdecydowano się na przywrócenie hasła informującego o stanie faktycznym i historii tej fałszywki.
Autor artykułu w „Gazecie Wyborczej” z 9 lutego 2006 – Konrad Godlewski napisał, że mistyfikacja ta została dokonana przez anonimową grupę osób, kryjącą się pod nazwą „Armia Batuty”. Celem tej grupy, w której skład – wedle słów Godlewskiego – mieli wchodzić urzędnicy państwowi i pracownicy naukowi, było wykazanie, że większość ludzi bezrefleksyjnie podchodzi do nazw ulic, a także do informacji zawartych w internecie. Także „Przekrój”, w artykule z tego samego dnia, powołał się na słowa członków „Armii Batuty”, która podobno ujawniła swoją prowokację jako „kpinę z tego, że wiele ulic w Polsce wciąż nosi nazwy osób i instytucji tego niegodnych”, i zapowiedziała dalsze tego typu działania. 12 lutego artykuł o mistyfikacji ukazał się w angielskim tygodniku „The Observer”, a 14 lutego wzmiankował o niej „The Independent”.
Jimmy Wales, założyciel Wikipedii, zapytany w wywiadzie dla „Dziennika” o 15-miesięczną obecność Henryka Batuty w Wikipedii odpowiedział: „Hmmm, cóż... artykuł o Henryku Batucie utrzymał się tak długo, ponieważ był bardzo przekonujący. Były jego zdjęcia, zdjęcia ulicy Batuty, wszystko zrobione mistrzowsko, tak żeby inni się nabrali. I nabraliśmy się. Ale takie rzeczy mogą się zdarzyć, zdarzają się zresztą również w tradycyjnych encyklopediach”. Z kolei na łamach „Rzeczpospolitej” 9 listopada 2008 r. przypomniano sprawę Henryka Batuty, ilustrując ryzyko, z jakim może się wiązać coraz częstsze odwoływanie się do Wikipedii przez urzędników i sędziów przy interpretowaniu przepisów.
Postać ta przywołana została przez Jacka Kurczewskiego we wstępie do książki Wielka sieć. E-seje z socjologii Internetu, gdzie zwrócił uwagę na to, że „społeczność wikipedystów nie ogranicza się do indywidualnej twórczości haseł, ale choćby i przez wzgląd na chęć ochrony wartości swojego autorskiego – nawet jeśli anonimowego – wkładu bierze na siebie odpowiedzialność za rzetelność całości i podejmuje praktyczne działania w tym celu”.

## Treść fałszywego hasła
Henryk Batuta, właśc. Izaak Apfelbaum (ur. 1898 w Odessie, zm. 1947 pod Ustrzykami Górnymi) – polski komunista, działacz międzynarodowego ruchu robotniczego.
Uczestnik wojny domowej w Rosji, po powrocie do kraju członek Komunistycznej Partii Polski. Na mocy partyjnych wyroków organizował zabójstwa tajnych współpracowników policji politycznej, których wykonawcą był m.in. Wacław Komar. Sprawa ta wyszła na jaw dopiero w latach 50. W latach 1934–1935 więzień Berezy Kartuskiej, później na emigracji. Uczestnik wojny domowej w Hiszpanii. W czasie II wojny światowej w ZSRR, od 1943 członek Związku Patriotów Polskich, major Korpusu Bezpieczeństwa Wewnętrznego. Zginął w 1947 pod Ustrzykami Górnymi w starciu z UPA.
Jego osobie poświęcona jest ulica w Warszawie (Służew nad Dolinką). Po 1989 r. pojawiały się liczne głosy, by zmienić jej nazwę, jednak do zmiany nie doszło.